# Оленівка (Запорізький район)
Оле́нівка — село в Україні, у Комишуваській селищній громаді Запорізького району Запорізької області. Населення становить 575 осіб. До 2016 року орган місцевого самоврядування — Новотавричеська сільська рада.

## Географія
Село Оленівка розташоване за 48 км від обласного центру, за 46 км на північний захід від міста Оріхів та за 18 км від адміністративного центру Комишуваської селищної громади. Неподалік розташовані на відстані 1,5 км село Трудолюбівка та за 2 км селище Кирпотине. Селом тече річка Комишувата. Поруч пролягає залізниця Запоріжжя II — Пологи, станція Кирпотине (за 6,4 км).

## Історія
Село засноване 1896 року.
7 (20) листопада 1917 року, відповідно до Третього Універсалу Української Центральної Ради, увійшло до складу Української Народної Республіки.
10 серпня 2016 року, в ході децентралізації, Новотавричеська сільська рада об'єднана з Комишуваською селищною громадою.
12 червня 2020 року, відповідно до розпорядження Кабінету Міністрів України від № 713-р «Про визначення адміністративних центрів та затвердження територій територіальних громад Запорізької області», село увійшло до складу Комишуваської селищної громади.
19 липня 2020 року, в результаті адміністративно-територіальної реформи та ліквідації Оріхівського району, село увійшло до складу Запорізького району.

## Об'єкти соціальної сфери
- Оленівський НВК «Школа-дитячий садочок».